# Compuerta tipo Stop Log

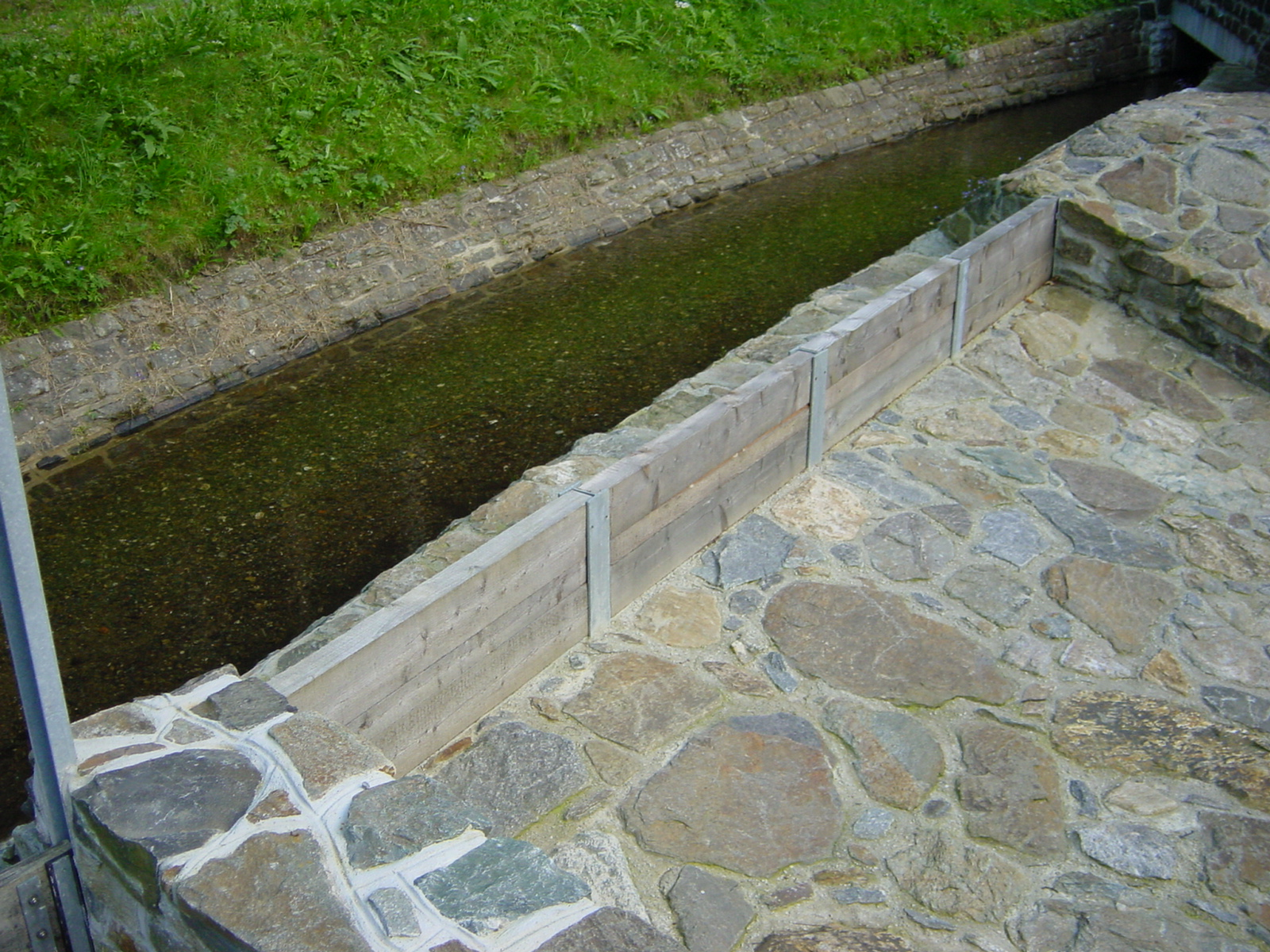
Una compuerta tipo "Stop Log"

La "compuerta tipo Stop Log" (en Inglés Stoplogs), es una compuerta utilizada en vertederos, descargas de fondo, tomas para centrales hidroeléctricas de presas y en canales, como una compuerta auxiliar, para poder hacer el mantenimiento de las compuertas principales. Generalmente son operadas por una grúa móvil. 